# Regalskeppet Wrangel
Wrangel var ett svenskt regalskepp som förekommer i svenska flottans rullor för 1672. Skeppet byggdes på Stockholms skeppsgård på Skeppsholmen i Stockholm och sjösattes 1664. Besättningen uppgick till 270 sjömän och 100 knektar, bestyckningen bestod av 60 kanoner. Fartyget blev ombyggt 1689 och utrangerades 1713.